# Antiporto di Camollia
Koordinaten: 43° 19′ 44,2″ N, 11° 19′ 17,6″ O

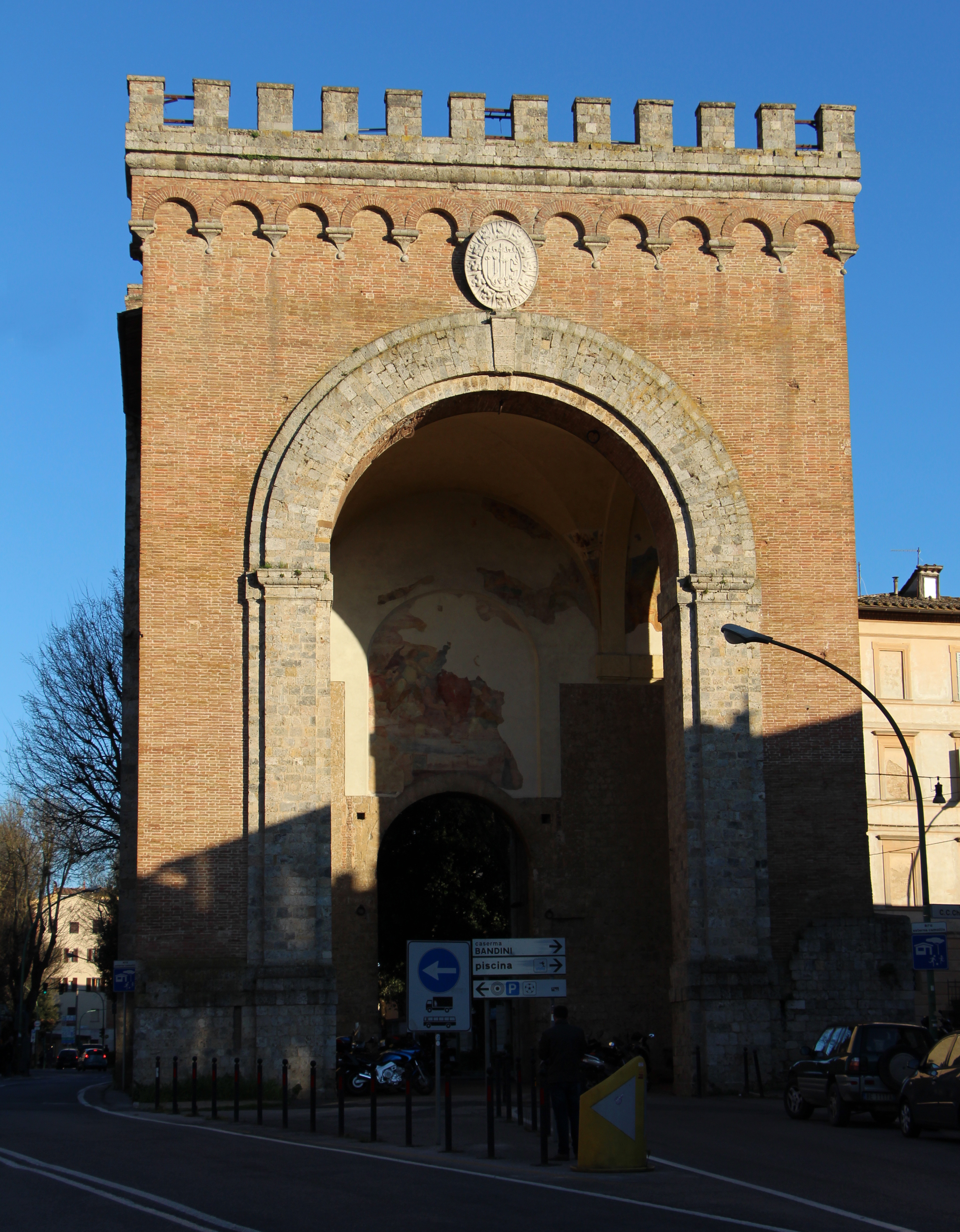
Antiporto di Camollia

Der Antiporto di Camollia ist ein Vortor der Stadtmauern von Siena. Er befindet sich in der Via Vittorio Emanuele II.

## Geschichte und Beschreibung
Der Antiporto di Camollia entstand von 1262 bis 1270 nach der Schlacht von Montaperti und der Niederlage der Republik Siena in der Battaglia di Colle (1269 bei Colle di Val d’Elsa), um den nördlichen Eingang zur Stadt gegen Florenz zusätzlich zu schützen. Der Verteidigungskomplex, Castellaccia di Camollia genannt, begann bei der zur Stadt liegenden Porta Camollia und endete am Antiporto di Camollia.
Im Inneren befinden sich seltene Spuren von Bilddekorationen, die im Laufe der Jahrhunderte mehrfach übermalt wurden.
Die Himmelfahrt Mariens, gemalt nach der Tradition von Simone Martini, ist einem Fresko mit einem ähnlichen Thema gewichen, das 1585 von Alessandro Casolani in Auftrag gegeben und 1589 fertiggestellt wurde; Ende des siebzehnten Jahrhunderts wurden neue Eingriffe und Restaurierungen durchgeführt, zuerst von Antonio Nasini (1685) und dann von seinem Bruder Giuseppe Nicola (1699). Während des Bombardements von 1944 brach die letzte Gipsschicht ab und das Gemälde von Casolani wurde wiederentdeckt, von dem man noch einige Teile sehen kann.